# 空统县
空统县，是泰国南部甲米府的一个县。总面积1042.5平方公里，总人口70337人，人口密度67.5人/平方公里（2008年）。

## 行政区划
空统县辖有7个区，67个村。